# Sindromul de intestin iritabil
Sindromul de intestin iritabil reprezintă o afecțiune intestinală care determină dureri sau disconfort abdominal, crampe sau borborisme, diaree sau constipație. Este o boală cronică, dar care poate fi ameliorată.

## Cauze
Cauza exactă a sindromului de intestin iritabil este necunoscută. Cu toate acestea, medicii specialiști cred că o comunicare între creier și tractul gastrointestinal reprezintă cauza acestui sindrom.
O combinație complexă de elemente, incluzând stresul psihologic, statusul hormonal, sistemul imun și neurotransmițătorii, par să interfereze cu mesajele dintre creier și intestin. Aceasta comunicație anormală determină contracții sau spasme abdominale, care cauzează adesea crampe. Aceste spasme, fie accelerează tranzitul intestinal, determinând diareea, fie îl încetinesc, determinând constipația.
Persoanele care suferă de SII au un intestin anormal de sensibil. Nu se cunoaște motivul pentru care intestinele lor reacționează puternic la elementele care contribuie la apariția acestei boli.
Apare durerea ca răspuns la unul sau mai mulți factori, printre care:
- alimentația, deși nu există anumite alimente care să se asocieze în mod particular cu SII
- stresul, poate afecta mișcările intestinale și modul de percepere a durerii; are același efect la persoanele sănătoase
- balonarea abdominală
- modificările hormonale, cum ar cele din timpul ciclului menstrual
- unele antibiotice, cum ar fi eritromicina
- factori genetici, SII apare mai frecvent la persoanele cu istorie familială de SII.

## Simptome
Medicii specialiști folosesc adesea o listă de simptome, cunoscută ca și criteriile Rome II, pentru a o diferenția de alte tulburări intestinale. Cu toate acestea, chiar dacă nu sunt prezente toate simptomele din listă, poate fi SII.
Se consideră ca fiind SII, dacă durerile sau disconfortul abdominal sunt continue sau apar și dispar pe o perioadă de cel puțin 12 săptămâni (nu trebuie să fie consecutive) în timpul ultimului an, plus 2 din urmatoarele 3 condiții:
- durerile sunt ameliorate după emisia de fecale
- frecvența scaunelor se modifică
- aspectul sau forma scaunului se modifică.
Prezența oricăruia dintre urmatoărele simptome sprijină diagnosticul de SII. Severitatea simptomelor indică clasificarea SII.
Modelul de tranzit intestinal
În SII, tipul tranzitului intestinal variază cel puțin în 25% din timp. Sunt posibile două sau mai multe dintre următoarele situații:
- tranzitul intestinal poate fi fie accelerat (diaree), fie întârziat, având mai mult de 3 scaune pe zi sau mai puțin de 3 pe săptămâna
- materiile fecale pot varia în mărime sau consistență (tari și creionate sau moi și apoase)
- senzația de defecație imperioasă sau incompletă
- balonare abdominală sau borborisme (sunete abdominale, bolboroseli).
Alte simptome intestinale

Procentajul populației cu SII reportat în diverse studii în diferite țări

Unele persoane care sunt constipate prezintă dureri abdominale joase, care sunt urmate, de obicei, de diaree. Alte persoane prezintă dureri și constipație ușoara, neurmate de diaree. Alte simptome:
- balonarea abdominală
- emisie de mucus odată cu scaunul.
Simptome nongastrointestinale
În afara simptomelor intestinale, mai pot apărea:
- anxietate sau depresie
- oboseală
- cefalee (dureri de cap)
- gust neplăcut
- durerile dorsale (de spate)
- tulburări de somn (insomnia) care nu sunt determinate de simptomele de SII
- tulburări sexuale, cum ar fi dispareunia (dureri la contact sexual) sau scăderea libidoului
- palpitații
- tulburări urinare (senzația de micțiune imperioasă, micțiuni frecvente, golire incompletă a vezicii urinare).
Simptomele apar cel mai adesea după mese, în timpul unei perioade de stres sau în timpul menstruației.

## Epidemiologie
| Procentajul populației cu simptome de SII în raportate în diverse studii în diferite zone geografice | Procentajul populației cu simptome de SII în raportate în diverse studii în diferite zone geografice | Procentajul populației cu simptome de SII în raportate în diverse studii în diferite zone geografice | Procentajul populației cu simptome de SII în raportate în diverse studii în diferite zone geografice |
| Țară                                                                                                 | Prevalență                                                                                           | Autor/an                                                                                             | Note                                                                                                 |
| --- | --- | --- | --- |
| Canada                                                                                               | 6%                                                                                                   | Boivin, 2001                                                                                         | |
| Japonia                                                                                              | 10%                                                                                                  | Quigley, 2006                                                                                        | |
| Regatul Unit                                                                                         | 8.2% 10.5%                                                                                           | Ehlin, 2003 Wilson, 2004                                                                             | Prevalență crescută substanțial între 1970–2004                                                      |
| SUA                                                                                                  | 14.1%                                                                                                | Hungin, 2005                                                                                         | |
| SUA                                                                                                  | 15%                                                                                                  | Boivin, 2001                                                                                         | Estimare                                                                                             |
| Pakistan                                                                                             | 14%                                                                                                  | Jafri, 2007                                                                                          | |
| Pakistan                                                                                             | 34%                                                                                                  | Jafri, 2005                                                                                          | Studenți de colegiu                                                                                  |
| Mexico City                                                                                          | 35%                                                                                                  | Schmulson, 2006                                                                                      | n=324.                                                                                               |
| Brazilia                                                                                             | 43%                                                                                                  | Quigley, 2006                                                                                        | |
| Mexic                                                                                                | 46%                                                                                                  | Quigley, 2006                                                                                        | |